# بادپر زرد آتشین
بادپر زرد آتشین (نام علمی: Cymothoe lucasii) نام یک گونه از سرده پروانه‌های بادپر است.